# Echinoparyphium recurvatum
Echinoparyphium recurvatum är en plattmaskart. Echinoparyphium recurvatum ingår i släktet Echinoparyphium och familjen Echinostomatidae. Inga underarter finns listade i Catalogue of Life.